# Le Crozet
Le Crozet este o comună în departamentul Loire din sud-estul Franței. În 2009 avea o populație de 298 de locuitori.

## Evoluția populației
| An        | 1975 | 1982 | 1990 | 1999 | 2006 | 2009 |
| --------- | ---- | ---- | ---- | ---- | ---- | ---- |
| Populație | 285  | 290  | 292  | 295  | 273  | 298  |